# Aidan Denholm
Aidan Denholm (* 9. November 2003 in East Calder) ist ein schottischer Fußballspieler, der beim FC Livingston in Scottish Premiership unter Vertrag steht.

## Karriere
Aidan Denholm wurde in East Calder, etwa 24 km westlich von Edinburgh geboren. Er begann seine Karriere in der Jugendakademie von Heart of Midlothian. Im Juli 2021 gab Denholm sein Debüt für die erste Mannschaft in der Gruppenphase des Ligapokals bei einem 3:0-Sieg gegen die Cove Rangers als er für Andy Halliday eingewechselt wurde. Im September 2021 erhielt er einen Vertrag als Profi bei den „Hearts“. Einen Monat später wurde der 17-Jährige an die Berwick Rangers in die Lowland League verliehen. Für den einzigen englischen Verein der am schottischen Ligasystem teilnimmt, zeigte er in der Liga und im schottischen Pokal starke Leistungen, sodass er zum Stammspieler in der Mannschaft von Berwick-Trainer Stuart Malcolm wurde. Von Januar bis Mai 2023 war Denholm an den schottischen Viertligisten FC East Fife verliehen, für den er 13 Ligaspiele absolvierte. Nach seiner Rückkehr von der zweiten Leihstation kam er bei den „Hearts“ am 10. August 2023 erstmals im Europapokal gegen Rosenborg Trondheim zum Einsatz, nachdem er als Einwechselspieler für Cameron Devlin das Spielfeld betrat. Drei Tage später feierte er sein Ligadebüt in der Scottish Premiership gegen den FC Kilmarnock als er erneut für Devlin eingewechselt wurde.